# امن كرنر (باركشير)
امن كرنر (بالإنجليزية: Amen Corner, Berkshire)‏ هي قرية تقع في المملكة المتحدة في جنوب شرق إنجلترا.